# 3911 Otomo
3911 Otomo este un asteroid din centura principală, descoperit pe 31 august 1940 de Karl Reinmuth.